# 探索
探索 (英語：Exploration) 是一种向外尝试不熟悉事物的拓展行为，试图有新发现。人类探索的动力被命名为好奇心。探索活动不局限于人类，数量较大的昆虫等生物群体存在着探索，发现和建立连接的行为。缺乏探索行为可能被认为是恐惧或情绪化的表现
。

## 形式

### 地理探索
有关地理探险的早期著作可以追溯到公元前四千年的古埃及。腓尼基人在公元前7世纪完成了环非航行。公元2世纪的托勒密是希腊化时代最有影响力的探险家之一。公元5世纪至15世纪期间，大部分探险是由中国和阿拉伯探险家完成的。随后欧洲学者重新发现了早期希腊和拉丁地理学家的著作，进入了大航海时代。虽然大航海时代的部分原因是欧洲以外的陆路变得不安全，以及征服的欲望，但也看到了其他形式的探索，包括科学发现和扩展关于世界的知识。近代随着科技的发展探索的目标转向了水下以及太空。

### 思维探索
对人類身体构造甚至思维的研究也可以称作向内探索。在哲学，心理学，社会学乃至人工智能的研究中有着众多的先例和方法。